# Vanden Plas
Vanden Plas é uma empresa automobilística fundada na Bélgica em 1870 como Carrosserie Vanden Plas.
Vanden Plas é o nome de construtores de carrocerias que produziam carrocerias para fabricantes de automóveis especializados e de luxo. Ultimamente, o nome tornou-se uma designação de modelo de luxo para carros de várias subsidiárias da British Leyland e do Rover Group, usado pela última vez em 2009 para denotar a versão de luxo do Jaguar XJ8.